# Nezumia condylura
Nezumia condylura es una especie de pez de la familia Macrouridae en el orden de los Gadiformes.

## Morfología
• Los machos pueden llegar alcanzar los 21 cm de longitud total.

## Alimentación
Los poliquetos y cochinillas de la humedad componen el 30-60% de la dieta de los ejemplares capturados en el Japón, seguidos por las  gambas.

## Hábitat
Es un pez de aguas profundas que vive entre 200-720 m de profundidad.

## Distribución geográfica
Se encuentra al sur del Japón, Mar de la China Oriental noreste de Taiwán.